# New Bedford Whaling Museum

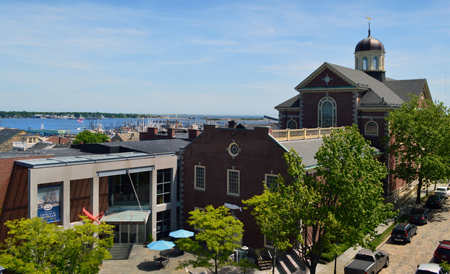
Prédios do NBWN

New Bedford Whaling Museum (NBWM) é o museu da indústria baleeira (em português europeu: baleação) localizado na cidade norte-americana de New Bedford. O complexo do museu faz parte do New Bedford Whaling National Historical Park que é um local histórico nacional especializado na baleia, pois o porto de New Bedford foi um dos portos baleeiros mais proeminente do mundo durante o século XIX.

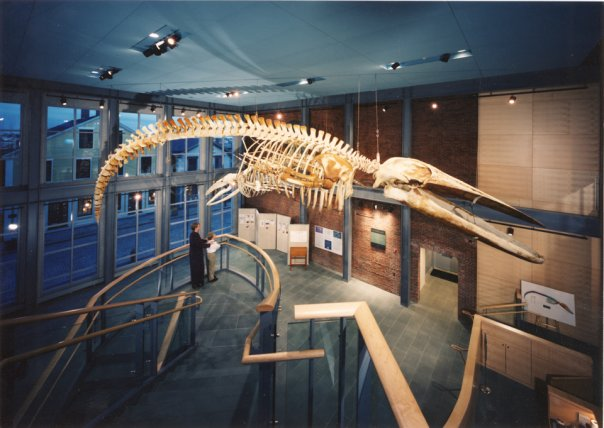
Esqueleto da baleia azul Kobo, morta acidentalmente por um petroleiro em 1998. É um dos 4 esqueletos de baleias do acervo do NBWM

O museu é administrado pela "Old Dartmouth Historical Society" (ODHS) e possui mais de 700.000 itens em seu acervo, incluindo mais de 3.000 Scrimshaw e 2.500 diários de bordo.

## História
O museu começou a ser idealizado em janeiro de 1903, através de uma campanha do repórter Ellis Howland, do jornal Daily Evening Standard. Em julho de 1903, os membros da ODHS contrataram o advogado e congressista William W. Crapo para dar vida a ideia e aquisição do acervo. Em 1904, o acervo já contava com 700 peças, que eram expostas em salas alugadas. Em 1906, o empresário Henry Huttleston Rogers doou o Bank of Commerce Building para a ODHS com o propósito do lucro deste banco gerar recursos para a construção de uma sede; o que ocorreu em 1907.
Em 1998, o NBWM construiu o Azorean Whaleman Gallery, uma galeria com exposição permanente dedicada às contribuições dos marinheiros e construtores de barcos baleeiros açorianos para a história baleeira dos EUA.